# 吉田晴美
吉田 晴美（よしだ はるみ、1972年〈昭和47年〉1月1日 - ）は、日本の政治家。立憲民主党所属の衆議院議員（2期）。

## 来歴
山形県西村山郡河北町にて出生。生家は八百屋。身長170cm。山形県立山形北高等学校卒業。1995年3月、立教大学文学部文学科日本文学専修卒業。シンガポール航空に客室乗務員として勤務。結婚し、出産。アメリカ系ベンチャーキャピタルの金融企業に転職。
2002年9月、イギリスのバーミンガム大学経営大学院に留学。2003年12月、経営学修士（MBA）を取得。KPMGヘルスケアジャパンに経営コンサルタントとして勤務。
2011年4月の千葉県議会議員選挙・市川市選挙区（定数6）に民主党は現職の鈴木真志のほか、吉田、新人の井桁幹人の計3人を擁立したが、いずれも落選した。
2012年1月、参議院議員の小川敏夫が法務大臣に就任すると、小川の大臣秘書官となった。民主党の国会議員候補者公募に応募し、合格。
2013年5月8日、民主党岩手県連は、同年7月の第23回参議院議員通常選挙・岩手県選挙区（改選数1）の公認候補として、吉田を擁立すると発表。参院選では得票数4位で落選。
2016年、民進党は次期衆院選の東京8区総支部長に吉田を決定。
2017年9月25日、希望の党を結成。9月27日の報道で、民進党の前原誠司代表が小池百合子と極秘に会談し、同党が希望の党に合流することで合意をしていたことが明らかとなる。10月2日、同じ都内の民進党支部長である松尾明弘、鈴木庸介らと記者会見を行い、希望の党に公認申請せず、枝野幸男が立ち上げる（旧）立憲民主党から立候補する意向を表明。10月3日、希望の党は東京9区を地盤とする木内孝胤を東京8区に国替えし、公認候補とすると発表。10月22日、第48回衆議院議員総選挙が行われ、東京8区は自由民主党の石原伸晃が当選。野党票は立憲民主党公認の吉田、希望の党の木内、日本共産党の長内史子、無所属の元参議院議員の円より子などの間で分散し、比例復活もできず落選した。
落選後、政治活動を続ける傍ら早稲田大学エクステンションセンター・法政大学兼任講師、目白大学外国語学部准教授、青山学院大学経済学部非常勤講師、神田外語大学特任教授などを歴任。

### 2021年衆議院議員選挙

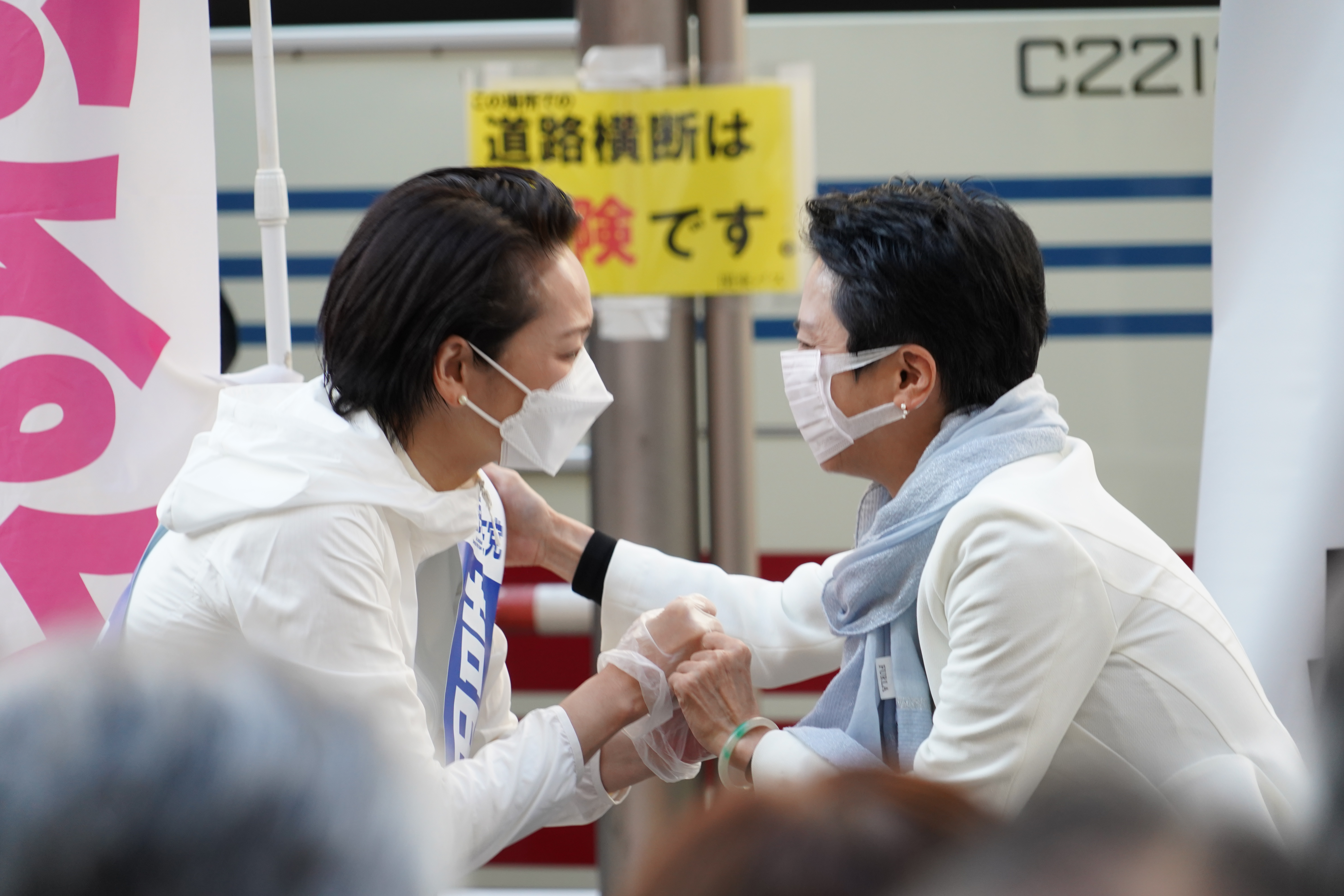
衆院選での街頭演説に駆け付けた蓮舫参議院議員（西荻窪駅前）

2020年9月12日、日本維新の会は次期衆院選に向け、東京8区の候補者として元三田市議会議員の笠谷圭司を擁立すると発表。同年9月15日、旧立憲民主党と旧国民民主党は合併し新「立憲民主党」が成立。同年9月28日、日本共産党東京都委員会は東京8区の候補者として元杉並区議会議員の上保匡勇を擁立すると発表。上保は2019年の区議選で19票差で次点で落選していた。
2021年10月4日、岸田文雄首相は第49回衆議院議員総選挙を19日に公示、31日に投開票の日程で行うと発表。
同年10月8日午前2時、東京新聞電子版が、れいわ新選組代表の山本太郎が東京8区から出馬する意向を固めたと報道。あわせて「同選挙区では、各党で調整し、山本氏が野党統一候補になる見通し」と報じたため事態が混乱。同日午前、立憲民主党の枝野幸男代表は記者会見し「できれば我が党の候補者が、長年地域に根ざして頑張って戦ってきて、おそらく小選挙区で互角の戦いができると思っているところを避けていただければありがたい」と山本に再考を求めた。同日夜、山本は新宿駅前で東京8区からの出馬を宣言。この時点で立憲民主党と日本共産党の間では、吉田に一本化する方向で調整がすでに進んでいたが、山本は「調整しないとこんなことはできない」と自らへの一本化の調整が進んでいることを強調した。翌10月9日、枝野は「率直に言って困惑している」と発言し、両者の言い分に食い違いが生じた。地元の市民団体などからの猛反発を受け、11日夜、山本は東京8区からの出馬取りやめを発表した。なお山本は街頭演説の中で、2019年11月に立憲民主党から「東京8区でどうでしょう」と出馬を打診されたことを明かしている。14日、共産党は上保匡勇の立候補を取り下げると発表した。吉田が野党統一候補に決まり、れいわ新選組と社民党都連合は吉田に推薦を出した。16日、山本は比例東京ブロックから立候補すると表明した。
同年10月31日、投開票。上記の騒動を受けて全国的な注目候補となった吉田は自民党の石原伸晃、日本維新の会の笠谷圭司を破り、初当選を果たした。石原と笠谷は比例復活もできず落選した。枝野幸男代表の辞任に伴う代表選挙（11月30日実施）では西村智奈美の推薦人に名を連ねた。

### 2024年立憲民主党代表選挙

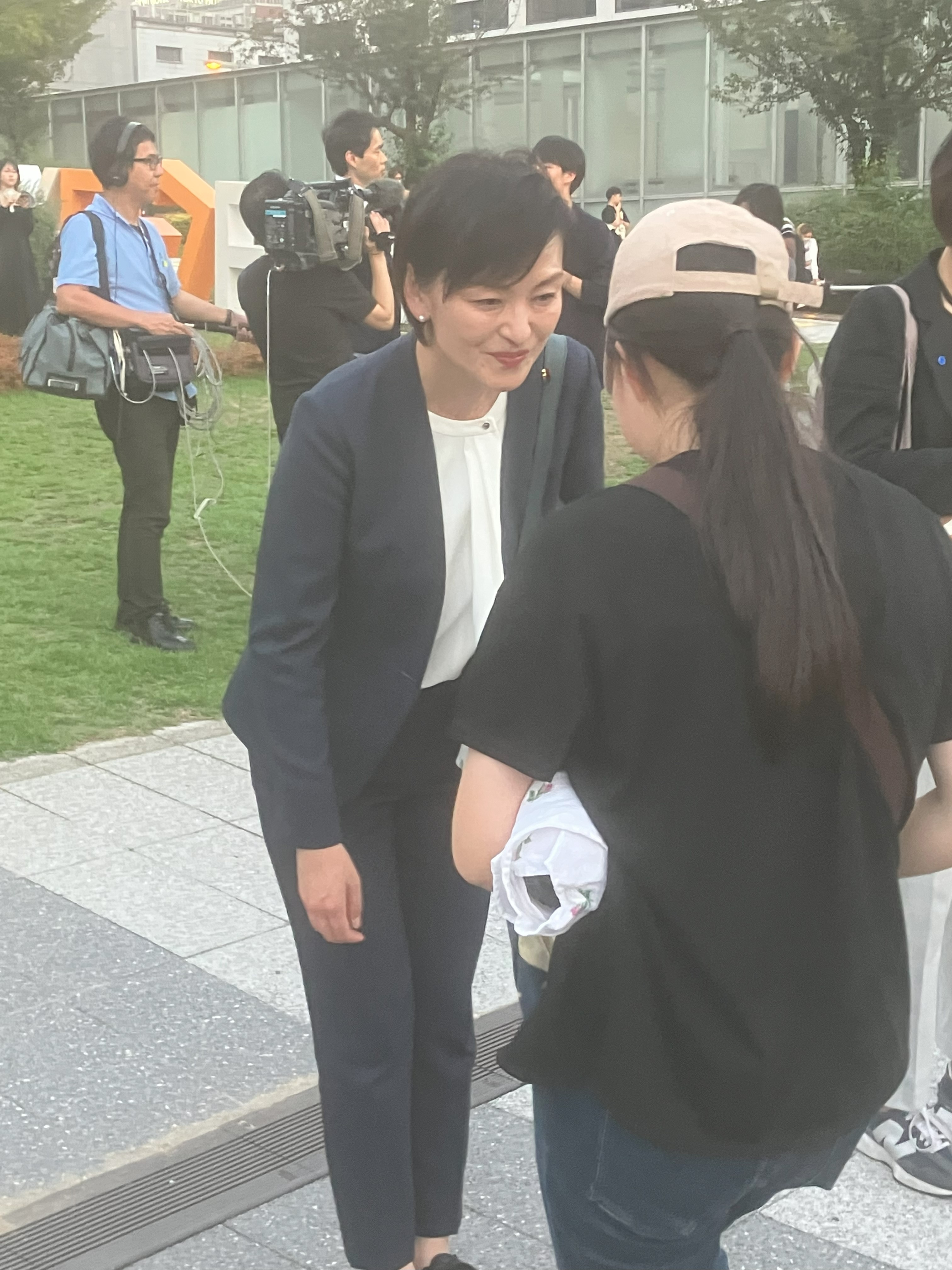
代表選の演説会にて支持者と交流する（名古屋市）

選挙公示日である2024年9月7日、江田憲司の推薦人を譲渡して貰う形で、2024年立憲民主党代表選挙に立候補した。。吉田は1回目の投票で、国会議員票は推薦人を上回る28票、党員・党友票は26ポイントを獲得したが最下位となった。同月30日、立憲民主党次の内閣ネクストジェンダー・共生・孤独孤立担当大臣に就任。
同年10月15日、第50回衆議院議員総選挙が公示され、吉田、自民党公認の元経産官僚の門寛子、日本維新の会公認の元坂井市議会議員の南北ちとせ、参政党公認の大森紀明の4人が立候補した。自民党は裏金問題や統一教会問題、10月23日に発覚した非公認候補への2000万円支給問題などで逆風が吹き荒れた。10月27日、総選挙執行。投票締め切りの20時直後にNHKは吉田の当選確実を報じ、吉田は2期目の当選を果たした。重複立候補した門、南北はいずれも比例復活はできず落選した。

## 政策・主張

### 憲法
- 憲法改正について、2017年、2021年の朝日新聞社のアンケートで「どちらかといえば反対」と回答[38][39]。

- 憲法9条への自衛隊の明記について、2021年のNHKのアンケートで「反対」と回答[40]。

- 憲法を改正し緊急事態条項を設けることについて、2021年の毎日新聞社のアンケートで「反対」と回答[41]。

### 外交・安全保障
- 安全保障関連法の成立について、2017年の朝日新聞社のアンケートで「評価しない」と回答[38]。

- 「他国からの攻撃が予想される場合には敵基地攻撃もためらうべきではない」との問題提起に対し、2021年の朝日新聞社のアンケートで「どちらかと言えば反対」と回答[39]。

- 「北朝鮮に対しては対話よりも圧力を優先すべきだ」との問題提起に対し、2017年、2021年の朝日新聞社のアンケートで「どちらかと言えば反対」と回答[38][39]。

- 普天間基地の辺野古移設について、2021年の朝日新聞社のアンケートで「反対」と回答[39]。

- 徴用工訴訟などの歴史問題をめぐる日韓の関係悪化についてどう考えるかとの問いに対し、2021年の毎日新聞社のアンケートで「より柔軟な態度で臨む」と回答[41]。

### ジェンダー
- 選択的夫婦別姓制度の導入について、2017年、2021年の朝日新聞社のアンケートで「賛成」と回答[38][39]。

- 同性婚を可能とする法改正について、2017年、2021年の朝日新聞社のアンケートで「賛成」と回答[38][39]。

- 「LGBTなど性的少数者をめぐる理解増進法案を早期に成立させるべきか」との問題提起に対し、2021年の朝日新聞社のアンケートで「賛成」と回答[39]。

- クオータ制の導入について、2021年のNHKのアンケートで「賛成」と回答[40]。

### その他
- アベノミクスについて、2017年の朝日新聞社のアンケートで「評価しない」と回答[38]。

- 安倍内閣による森友学園問題・加計学園問題への対応について、2017年の朝日新聞社のアンケートで「評価しない」と回答[38]。

- 森友学園への国有地売却をめぐる公文書改竄問題で、2021年5月6日、国は「赤木ファイル」の存在を初めて認めた[42]。しかし5月13日、菅義偉首相はファイルの存在を踏まえた再調査を行わない考えを報道各社に書面で示した[43]。9月の自民党総裁選挙で総裁に選出された岸田文雄も10月11日、衆議院本会議の代表質問で再調査の実施を否定した[44]。国の対応をどう考えるかとの同年の毎日新聞社のアンケートに対し「さらに調査や説明をすべき」と回答[41]。

- 「治安を守るためにプライバシーや個人の権利が制約されるのは当然だ」との問題提起に対し、2017年の朝日新聞社のアンケートで「反対」と回答[38]。

- 「原子力発電への依存度について今後どうするべきか」との問題提起に対し、2021年のNHKのアンケートで「ゼロにすべき」と回答[40]。

- 新型コロナウイルス対策としての消費税率の一時的な引き下げについて、2021年のNHKのアンケートで「必要」と回答[40]。

## 人物
- 娘が自閉スペクトラム症 (ASD)であることを公表している[45]。

## 選挙
| 当落 | 選挙                     | 執行日         | 年齢 | 選挙区       | 政党       | 得票数     | 得票率 | 定数 | 得票順位 /候補者数 | 政党内比例順位 /政党当選者数 |
| ---- | ------------------------ | -------------- | ---- | ------------ | ---------- | ---------- | ------ | ---- | ------------------ | ---------------------------- |
| 落   | 2011年千葉県議会議員選挙 | 2011年4月18日  | 39   | 市川市選挙区 | 民主党     | 8818票     | ーー   | 6    | 8/12               | /                            |
| 落   | 第23回参議院議員通常選挙 | 2013年07月21日 | 41   | 岩手県選挙区 | 民主党     | 6万2047票  | 10.12% | 1    | 4/6                | /                            |
| 落   | 第48回衆議院議員総選挙   | 2017年10月22日 | 45   | 東京都第8区  | 立憲民主党 | 7万6283票  | 29.96% | 1    | 2/6                | 7/4                          |
| 当   | 第49回衆議院議員総選挙   | 2021年10月31日 | 49   | 東京都第8区  | 立憲民主党 | 13万7341票 | 48.45% | 1    | 1/3                | /                            |
| 当   | 第50回衆議院議員総選挙   | 2024年10月27日 | 52   | 東京都第8区  | 立憲民主党 | 11万6426票 | 51.10% | 1    | 1/4                | /                            |